# El Verae
El Verae este o comună din departamentul Bababé, Regiunea Brakna, Mauritania, cu o populație de 8.148 locuitori.